# (78432) Helensailer
(78432) Helensailer est un astéroïde de la ceinture principale.

## Description
(78432) Helensailer est un astéroïde de la ceinture principale. Il fut découvert le 29 août 2002 à l'observatoire Palomar par Robert D. Matson. Il présente une orbite caractérisée par un demi-grand axe de 3,24 UA, une excentricité de 0,11 et une inclinaison de 3,8° par rapport à l'écliptique.

## Compléments